# Habermehlgipfel
Der Habermehlgipfel (norwegisch Habermehltoppen, englisch Habermehl Peak) ist ein 2945 m hoher Berg im ostantarktischen Königin-Maud-Land. Er ragt 5 km südlich der Geßnerspitze im nordöstlichen Teil des Mühlig-Hofmann-Gebirges auf.
Entdeckt und benannt wurde er bei der Deutschen Antarktischen Expedition 1938/39 unter der Leitung des Polarforschers Alfred Ritscher. Namensgeber ist der Meteorologe Richard Habermehl (1890–1980), damaliger Leiter des Reichswetterdienstes. Eine neuerliche Kartierung erfolgte anhand von Luftaufnahmen, die bei der Dritten Norwegischen Antarktisexpedition (1956–1960) entstanden.